# 대한민국의 습지보호지역
대한민국의 습지보호지역은 2024년 9월 기준 57개 지역(1,679.63km2)이 지정되어 있다.

## 내륙 습지
내륙습지는 환경부에서 지정하고 있다. 현재 총 33개소, 137.741km2가 지정되어 있다.
| 지 역 명                   | 위 치                                                                    | 면적 (km2)       | 특 징 | 지정일자 (람사르등록)                  |
| -------------------------- | ------------------------------------------------------------------------ | ---------------- | --- | -------------------------------------- |
| 낙동강하구                 | 부산광역시 사하구 신평동·장림동·다대동 일원 해면~강서구 명지동 하단 해면 | 37.718           | 고니, 큰기러기 등 다수의 멸종위기종 조류가 서식하는 철새도래지                                                                           | 1999년 8월 9일                         |
| 대암산                     | 강원도 인제군 서화면 심적리 대암산 일원                                  | 1.36             | 희귀야생동·식물이서식하는 국내유일의고층습원 *습지보호지역확대(1.06->1.36km2,'10.08)                                                     | 1999년 8월 9일 (1997년 3월 28일)       |
| 우포늪                     | 경상남도 창녕군 대합면·이방면·유어면·대지면 일원                         | 8.808 (주:0.261) | 큰부리큰기러기, 가시연꽃 등 다수의 멸종위기 동·식물 서식하는 국내 최대의 자연늪                                                          | 1999년 8월 9일 (1998년 3월 2일)        |
| 무제치늪                   | 울산광역시 울주군 삼동면 조일리 정족산 일원                              | 0.184            | 끈끈이주걱, 꼬마잠자리 등 희귀야생 동·식물 서식하고 이탄층이 발달된 산지습지                                                             | 1999년 8월 9일 (1997년 12월 20일)      |
| 제주 물영아리오름          | 제주특별자치도 서귀포시 남원읍 수망리 수령산 일대 분화구                 | 0.309            | 물장군, 맹꽁이 등 멸종위기종이 서식하고 독특한 식생경관을 지닌 화구호습지                                                                | 2000년 12월 5일 (2006년 10월 18일)     |
| 화엄늪                     | 경상남도 양산시 하북면 용연리 천성산 능선 북쪽 일원                      | 0.124            | 희귀야생 동·식물 서식하고 이탄층이 발달된 산지습지                                                                                       | 2002년 2월 1일                         |
| 두웅습지                   | 충청남도 태안군 원동면 신두리                                            | 0.067            | 희귀야생 동·식물 서식하고 해안사구 배후에 형성된 사구습지                                                                                | 2002년 11월 1일 (2007년 12월 20일)     |
| 신불산 고산습지            | 경상남도 양산시 원동면 대리 신불산 일원                                  | 0.308            | 멸종위기종 및 고슴도치, 끈끈이주걱 등 희귀 야생 동·식물 서식하는 산지습지                                                                | 2004년 2월 20일                        |
| 담양습지                   | 전라남도 담양군 대전면·수북면·금면, 광주광역시 북구 용강동 일원          | 0.981            | 멸종위기종 및 보호종이 서식하는 하천습지                                                                                                 | [[2004년 7월 8일                       |
| 신안장도습지               | 전라남도 신안군 흑산면 비리 장도 일원                                    | 0.09             | 멸종위기종이 서식하고 이탄층이 잘 보전된 도서지역 산지습지                                                                               | 2004년 8월 31일 (2005년 3월 30일)      |
| 한강하구                   | 경기도 고양시 김포대교 남단 ~ 인천광역시 강화군 송해면 숭뢰리 일대       | 60.668           | 다수의 멸종위기종과 동·식물이 서식하는 철새도래지로서 국내 유일한 자연형 하구습지                                                        | 2006년 4월 17일                        |
| 밀양 재약산 사자평고산습지 | 경상남도 밀양시 단장면 구천리 산1번지 재약산 일원                        | 0.587            | 멸종위기종이 서식하고 이탄층이 발달한 산지습지                                                                                           | 2006년 12월 28일                       |
| 제주 1100고지습지          | 제주특별자치도 서귀포시 색달동·중문동 ~ 제주시 애월읍 광령리             | 0.126            | 멸종위기종 및 희귀종이 서식하고 독특한 지형이 발달한 고산습지                                                                            | 2009년 10월 1일 (2009년 10월 12일)     |
| 제주 물장오리오름습지      | 제주특별자치도 제주시 봉개동                                             | 0.61             | 팔색조, 삼광조 등 멸종위기종이 서식하고 이탄층이 발달한 산정 하구호습지                                                                  | 2009년 10월 1일 (2008년 10월 13일)     |
| 제주 동백동산습지          | 제주특별자치도 제주시 조천읍 선홀리                                      | 0.59             | 지하수 함양률이 높고 생물 다양성이 풍부한 곶자왈지역                                                                                     | 2010년 11월 12일 (2011년 3월 14일)     |
| 고창 운곡습지              | 전라북도 고창군 아산면 운곡리                                            | 1.930 (개:0.133) | 생물다양성이 풍부하고 멸종위기종 수달 등 서식                                                                                            | 2011년 3월 14일 (2011년 4월 7일)       |
| 상주 공검지                | 경북 상주시 공검면 양정리                                                | 0.264            | 생물다양성 풍부, 멸종위기 야생생물 서식                                                                                                  | 2011년 6월 29일                        |
| 영월 한반도습지            | 강원도 영월군 한반도면                                                   | 2.772 (주:0.857) | 수달, 돌상어, 묵납자루 등 총 8종의 법정보호종 서식                                                                                       | 2012년 1월 13일 (2015년 5월 13일)      |
| 정읍 월영습지              | 전북 정읍시 쌍암동 일원                                                  | 0.375            | 생물다양성 풍부하고 구렁이, 말똥가리 등 멸종위기종 6종 서식                                                                              | 2014년 7월 24일                        |
| 제주 숨은 물벵듸           | 제주 제주시 애월읍 광령리                                                | 1.175 (주:0.875) | 생물다양성 풍부하고 자주땅귀개, 새호리기 등 법정보호종 다수 분포                                                                         | 2015년 7월 1일 (2015년 5월 13일)       |
| 순천 동천하구              | 전남 순천시 교량동, 도사동, 해룡면, 별량면 일원                          | 5.656 (개:0.263) | 국제적으로 중요한 이동물새 서식지이며, 생물다양성이 풍부하고 멸종위기종 상당수 분포                                                      | 2015년 12월 24일 (2016년 1월 20일)     |
| 섬진강 침실습지            | 전남 곡성군 곡성읍 고달면·오곡면, 전북 남원시 송동면 섬진강 일원         | 2.037            | 수달, 남생이 등 법적보호종이 다수 분포하고 생물다양성이 풍부                                                                             | 2016년 11월 7일                        |
| 문경 돌리네습지            | 경상북도 문경시 산북면 우곡리 일원                                       | 0.494            | 환경부 지정 멸종위기 야생생물이 다수 분포하는 등 생물 다양성이 풍부하고, 돌리네에 특이하게 형성된 습지로서 지형&지질학적 보전가치가 우수 | 2017년 6월 15일                        |
| 김해 화포천                | 경남 김해시 한림면, 진영읍 일원                                          | 1.298            | 황새 등 법정보호종이 다수 분포하고 생물다양성이 풍부                                                                                     | 2017년 11월 23일 2022년 8월 12일(확대) |
| 고창 인천강하구            | 전북 고창군 아산면, 심원면, 부안면 일원                                  | 0.722            | 생물다양성이 풍부한 열린 하구로서 노랑부리백로 등 법적보호종이 다수 서식                                                                 | 2018년 10월 24일                       |
| 광주광역시 장록            | 광주광역시 광산구 일원                                                   | 2.735 (개:0.031) | 생물다양성이 풍부하며, 습지 원형이 잘 보전된 도심 내 하천습지                                                                            | 2020년 12월 8일 2022년 8월 12일(확대)  |
| 철원 용양보                | 강원도 철원군 감화읍 일원                                                | 0.519            | 장기간 보전되어 자연성이 뛰어나며, 다양한 서식환경을 지녀 생물다양성 풍부                                                                | 2020년 12월 8일                        |
| 충주 비내섬                | 충북 충주시 양성면, 소태면 일원                                          | 0.920            | 자연성 높은 하천경관 보유한 하천습지로 다수 멸종위기종 서식 등 생물다양성 우수                                                           | 2021년 11월 30일                       |
| 경남 고성 마동호           | 경남 고성군 마암면, 거류면 일원                                          | 1.079            | 저어새 등 법적보호종이 다수 분포하고, 생물다양성이 풍부                                                                                  | 2022년 2월 3일                         |
| 순천 와룡 산지습지         | 전남 순천 와룡동 산277번지 일원                                          | 0.899            | 폐경작 이후 자연적 천이에 의해 습지원형으로 복원된 생물다양성 높은 산지습지                                                              | 2022년 12월 30일                       |
| 대전 갑천                  | 대전 서구 정림·월평·도안동, 유성구 원신흥동 일원                         | 0.901            | 하천퇴적층 발달하여 자연상태의 원시성 유지, 멸종위기종 포함 생물다양성 풍부                                                              | 2023년 6월 5일                         |
| 철원 이길리                | 강원특별자치도 철원군 이길리 일대                                        | 1.390            | 하천의 자연성 우수하며, 철새 주요 월동지로서 생물다양성 풍부                                                                             | 2023년 12월 29일                       |
| 영양 장구메기              | 영양군 석보면 포산리                                                     | 0.045            | 산정상부의 묵논습지로 면적에 비해 생물다양성이 풍부하며 다수의 멸종위기 야생생물이 서식                                                  | 2024년 9월 10일                        |

## 연안습지
연안습지는 국토해양부에서 지정하고 있다. 현재 총 17개소, 1.533.63km2가 지정되어 있다.
| 지 역 명        | 위치                                                        | 면적 (km2) | 특징                                                                                    | 지정일자 (람사르등록)               |
| --------------- | ----------------------------------------------------------- | ---------- | --------------------------------------------------------------------------------------- | ----------------------------------- |
| 무안갯벌        | 전라남도 무안군 해제면, 현경면 일대                         | 42         | 생물다양성 풍부, 지질학적 보전가치 있음                                                 | 2001년 12월 28일 (2008년 1월 14일 ) |
| 진도갯벌        | 전라남도 진도군 군내면. 고군면 일원(신동지역)               | 1.44       | 수려한 경관 및 생물다양성 풍부, 철새도래지                                              | 2002년 12월 28일                    |
| 순천만 갯벌     | 전라남도 순천시 별양면, 해룡면, 도사동 일대                 | 28         | 흑두루미 서식·도래 및 수려한 자연경관                                                   | 2003년 12월 31일 (2006년 1월 20일)  |
| 보성·벌교갯벌   | 전라남도 보성군 호동리, 장양리, 영등리, 장암리, 대포리 일대 | 33.92      | 자연성 우수 및 다양한 수산자원                                                          | 2003년 12월 31일 (2006년 1월 20일)  |
| 옹진장봉도갯벌  | 인천광역시 옹진군 장봉리 일대                               | 68.4       | 희귀철새 도래·서식 및 생물다양성 우수                                                   | 2003년 12월 31일                    |
| 부안줄포만갯벌  | 전라북도 부안군 줄포면, 보안면 일원                         | 4.9        | 희귀철새 도래·서식 및 생물다양성 우수                                                   | 2006년 12월 15일 (2010년 2월 1일)   |
| 고창갯벌        | 전라북도 고창군 부안면(1지구) 심원면(2지구) 일원            | 64.66      | 광활한 면적과 빼어난 경관, 유용수자원의 보고                                            | 2007년 12월 31일 (2010년 2월 1일)   |
| 서천갯벌        | 충청남도 서천군 비안면, 종천면 일원                         | 68.09      | 검은머리물때새 서식, 빼어난 자연경관                                                    | 2008년 2월 1일 (2009년 12월 2일)    |
| 신안갯벌        | 전라남도 신안군 증도면 증도 및 병풍도 일대                  | 1,100.86   | 빼어난 자연경관 및 생물다양성 풍부(염생식물, 저서동물)                                  | 2010년 1월 29일                     |
| 마산만 봉암갯벌 | 경남 창원시 마산 회원구 봉암동                              | 0.1        | 도심습지, 희귀 멸종위기 야생동식물 서식                                                 | 2011년 12월 16일                    |
| 시흥갯벌        | 경기도 시흥시 장곡동                                        | 0.71       | 내만형 갯벌, 희귀,멸종위기야생동물 서식, 도래지역                                       | 2012년 2월 17일                     |
| 대부도갯벌      | 경기 안산시 단원구 연안갯벌                                 | 4.53       | 멸종위기종인 저어새, 노랑부리백로, 알락꼬리마도요의 서식지이자 생물다양성이 풍부한 갯벌 | 2017년 3월 22일 (2018년 10월 25일)  |
| 화성 매향리갯벌 | 경기 화성시 우정읍 매향리 주변 갯벌                         | 14.08      | 칠면초군락 등 염색식물과 대형저서동물 등 생물다양성 풍부한 갯벌                         | 2021년 7월 20일                     |
| 고흥갯벌        | 전남 고흥군 여자만 주변지역 갯벌                            | 59.43      | 멸종위기 철새의 서식지 및 대형저서동물 등 생물다양성 풍부한 갯벌                        | 2022년 12월 29일                    |
| 사천 광포만     | 경남 사천시 광포만 주변지역 갯벌                            | 3.46       | 넓은 염생식물 군락 및 대형저서동물 등 생물다양성 풍부                                   | 2023년 10월 23일                    |
| 제주 오조리     | 제주특별자치도 서귀포시 성산읍 오조리 주변지역 갯벌         | 0.24       | 물수리, 노랑부리저어새 등 멸종위기종 서식지로 생물다양성 풍부                           | 2023년 12월 21일                    |
| 여수 갯벌       | 전라남도 여수시 여자만 주변지역 갯벌                        | 38.81      | 해양보호생물인 노랑부리백로, 저어새, 흰발농게의 서식지로 생물다양성이 풍부              |                                     |

## 시·도지사 지정 습지
시·도지사가 지정한 습지는 현재 총 7개소, 8.254km2이다.
| 지 역 명          | 위치                                         | 면적 (km2)      | 특징                                                                    | 지정일자 (람사르등록) |
| ----------------- | -------------------------------------------- | --------------- | ----------------------------------------------------------------------- | --------------------- |
| 대구 달성하천습지 | 대구광역시 달서구 호림동, 달성군 화원읍      | 0.178           | 흑두루미, 재두루미 등 철새도래지, 노랑어리연, 기생초 등 습지식물 발달   | 2007년 5월 25일       |
| 대청호 추동습지   | 대전광역시 동구 추동                         | 0.346           | 수달, 말똥가리, 흰목물떼새, 청딱따구리 등 희귀 동물서식                 | 2008년 12월 26일      |
| 송도갯벌          | 인천광역시 연수구 송도동                     | 6.11            | 저어새, 검은머리갈매기, 말똥가리, 알락꼬리도요 등 동아시아 철새이동경로 | 2009년 12월 31일      |
| 경포호·가시연습지 | 강원 강릉시 운정동, 안현동, 초당동, 저동일원 | 1.314 (주0.007) | 동해안 대표 석호, 철새도래지 멸종위기종 가시연 서식                     | 2016년 11월 15일      |
| 순포호            | 강원 강릉시 사천면 산대월리 일원             | 0.133           | 멸종위기종 Ⅱ급 순채서식, 철새도래지이며 생물다양성이 풍부               | 2016년 11월 15일      |
| 쌍호              | 강원 양양군 손양면 오산리 일원               | 0.139 (주0.012) | 사구 위에 형성된 소규모 석호, 동발 서식                                 | 2016년 11월 15일      |
| 가평리습지        | 강원 양양군 손양면 가평리 일원               | 0.034           | 해안 충적지에 발달한 담수화된 석호로 꽃창포, 부채붓꽃, 털부처꽃 서식    | 2016년 11월 15일      |

## 같이 보기
- 대한민국의 람사르 등록 습지

## 참고 자료
- 《습지보호지역 지정 및 람사르습지 등록 현황》, 2011년 5월, 환경부 자연보전국 국가습지사업센터, 환경부 홈페이지 공개자료
- '습지보호지역 지정 맟 람사르습지 등록 현황(`23.12월 기준), 환경부-법령·정책-자연보전 공개자료